# Берчень (комуна, Прахова)
Берчень, Берчені (рум. Berceni) — комуна у повіті Прахова в Румунії. До складу комуни входять такі села (дані про населення за 2002 рік):
- Берчень (2389 осіб)
- Картьєрул-Димбу (492 особи)
- Кетуну (760 осіб)
- Корлетешть (1489 осіб)
- Моара-Ноуе (957 осіб)

Комуна розташована на відстані 54 км на північ від Бухареста, 7 км на схід від Плоєшті, 89 км на південний схід від Брашова.

## Населення
За даними перепису населення 2002 року у комуні проживали 6087 осіб.
Національний склад населення комуни:
| Національність | Кількість осіб | Відсоток |
| -------------- | -------------- | -------- |
| румуни         | 6080           | 99,9%    |
| німці          | 4              | 0,1%     |
| угорці         | 1              | < 0,1%   |
| цигани         | 1              | < 0,1%   |

Рідною мовою назвали:
| Мова      | Кількість осіб | Відсоток |
| --------- | -------------- | -------- |
| румунська | 6085           | > 99,9%  |
| угорська  | 1              | < 0,1%   |
| циганська | 1              | < 0,1%   |

Склад населення комуни за віросповіданням:
| Релігія                                       | Кількість осіб | Відсоток |
| --------------------------------------------- | -------------- | -------- |
| православні                                   | 6004           | 98,6%    |
| бретрени                                      | 30             | 0,5%     |
| п'ятдесятники                                 | 27             | 0,4%     |
| лютерани                                      | 7              | 0,1%     |
| адвентисти                                    | 5              | 0,1%     |
| римо-католики                                 | 4              | 0,1%     |
| баптисти                                      | 4              | 0,1%     |
| лютерани (Синодально-пресвітеріанська церква) | 3              | < 0,1%   |
| реформати                                     | 1              | < 0,1%   |
| мусульмани                                    | 1              | < 0,1%   |

## Зовнішні посилання
- Дані про комуну Берчень на сайті Ghidul Primăriilor [Архівовано 22 липня 2006 у Wayback Machine.]